# ایرنه بورگو
ایرنه بورگو (اسپانیایی: Irene Borrego‎; زاده ۳ نوامبر ۲۰۰۱) وزنه‌بردار زن اهل مکزیک است.